# Derecho de retracto
El derecho de retracto es un derecho de adquisición preferente por el que su titular tiene la facultad de adquirir un determinado bien o derecho cuando se cumple un concreto supuesto de hecho o cuando las partes así lo hayan acordado. Es común en las nuevas formas asociativas. En el Derecho español existen dos clases de derecho de retracto: el retracto convencional —que nace de un acuerdo entre las partes de un contrato, generalmente de compraventa— y el retracto legal —la ley otorga un derecho de retracto en determinados casos.

## El retracto convencional
El retracto convencional, también conocido como pacto de retro, es, según el artículo 1507 del Código Civil de España, "el derecho de recuperar la cosa vendida que el vendedor se reserva".
Es un elemento adicional que se incluye en el contrato de compraventa por la libre voluntad de las partes, y que supone la introducción, en el original, de una condición resolutoria con efectos retroactivos que funciona con base en la voluntad del vendedor. El límite legal del pacto de retro es de 10 años de duración.

## El retracto legal
El retracto legal, según el artículo 1521 del Código Civil Español, "es el derecho de subrogarse, con las mismas condiciones estipuladas en el contrato, en lugar del que adquiere una cosa por compra o dación en pago".
En la legislación española existen diferentes retractos legales:

### Retracto de colindantes
El artículo 1523 del Código Civil establece un derecho de adquisición preferente a favor de los propietarios de las tierras colindantes cuando se produzca la venta de una propiedad rústica cuya extensión sea inferior a una hectárea.

### El derecho de retracto en los arrendamientos urbanos
En el ámbito de los arrendamientos urbanos, el derecho de retracto legal —recogido en el artículo 25 de la Ley de Arrendamientos Urbanos para el arrendamiento de viviendas, y en el artículo 31, para usos distintos a la vivienda— permite que el arrendatario se coloque, en una eventual compraventa del bien arrendado, en la posición contractual del comprador, con sus mismas condiciones. La subrogación se produce sólo en los elementos subjetivos del contrato, manteniéndose el resto inalterado.
Funciona como complemento del derecho de tanteo, pero, en vez de mostrar sus efectos antes de la compraventa, lo hace en momentos posteriores, sirviendo así de garantía ante un eventual fraude en las condiciones mostradas en el tanteo.
También se contempla el derecho de retracto en los casos de venta de fincas rústicas que colinden con la propiedad del titular de este derecho de retracto, al igual que sucede con las fincas urbanas.